# Simulium nilesi
Simulium nilesi är en tvåvingeart som beskrevs av Rambajan 1979. Simulium nilesi ingår i släktet Simulium och familjen knott.
Artens utbredningsområde är Guyana. Inga underarter finns listade i Catalogue of Life.